# Claës Henrik Mett
Claës Henrik Mett den yngre, född 1696 i Lübeck, död 9 juni 1786 i Kalmar stadsförsamling, var en svensk handelsman och rådman.

## Biografi
Claës Henrik Mett föddes 1696 i Lübeck. Han var son till handelsmannen Claës Henrik Mett (1678–1714) och Catharina Elisabeth Melin i Kalmar. Mett arbetade som handelsman och rådman i Kalmar. Han var riksdagsman för borgarståndet vid riksdagen 1738–1739, riksdagen 1740–1741 och riksdagen 1746–1747. Mett avled 1786 i Kalmar stadsförsamling.

### Familj
Mett gifte sig första gången 8 december 1717 i Kalmar stadsförsamling med Ingrid Westerdahl (1680–1748). Hon var dotter till Johan Jönsson och Ingrid Jönsdotter. De fick tillsammans dottern Catharina Margareta Mett (född 1719).
Han gifte sig andra gången 27 augusti 1749 i Kalmar stadsförsamling med Ulrika Eleonora Mühlenbruch (1719–1757). Hon var dotter till rådmannen David Mühlenbruch och Maria Amalia Dobbien. De fick tillsammans barnen Catharina Elisabeth Mett (1751–1754), Maria Sofia Mett (född 1753) som var gift med kommissionslantmätaren Per Engström, David Mett (1755–1755) och Catharina Elisabeth Mett (1756–1818) som var gift med handelsmannen Peter Engelund.
Mett gifte sig tredje gången 21 maj 1758 i Kalmar stadsförsamling med Eleonora Sofia Näsman (1726–1774). Hon var dotter till kyrkoherden Johannes Petri Näsman i Torsåkers församling och Märta Elisabet Skragge. De fick tillsammans barnen Ulrika Mett (1759–1759) och Johan Henrik Mett (1761–1761).
Han gifte sig fjärde gången 9 november 1779 i Kalmar stadsförsamling med Catharina Helena Swebilia (född 1730). Hon var dotter till borgmästaren Gerhard Swebilius och Helena Maria Laurin.